# Renato Pampanini
Renato Pampanini ( Valdobbiadene 1875 - Vittorio Veneto 1949 ) fue un botánico, pteridólogo y micólogo italiano.
Realizó estudios en la Universidad de Ginebra, Lausanna y Friburgo, ejerce la docencia en la Universidad de Florencia, y será profesor del "Ateneo de Cagliari".
Además de sus investigaciones de gabinete, se caracterizó en hacer numerosos viajes de recogida florística en Cirenaica y en otras zonas del África septentrional, en Rodi, e islas del Dodecaneso.
Fue de los primeros botánicos italianos de abordar la problemática de la protección ambiental.

## Flora Itálica Exsiccata
Este herbario fue el resultado de un Programa de investigación florística iniciado en 1904 por A. Fiori, R. Pampanini y A. Béguinot, actuando en la "Sociedad por el Cambio de Exsiccata". Y de 1905 a 1914 se ocuparon de publicar, en el "Periódico Botánico Italiano", cientos de artículos sobre las plantas vasculares italianas críticas (por su riesgo de extinción), raras o florísticamente importantes.

## Algunas publicaciones
- Flora del Cadore. Publicación póstuma de 1958
- 1940. Il conte G. B. Samaritani (1821-1894) e le sue raccolte botaniche in Egitto ed in Oriente. Nuovo giornale botanico italiano (Nuova serie). Florencia. 47 ( 1): 199-219
- Pampanini, R; R Zardini. 1948. Flora di Cortina d'Ampezzo. Ed. Tipogr. Valbonesi
- 1936. Qualche altra aggiunta e correzione al "Prodromo della flora cirenaica". Archivio botanico. Forli. 12 ( 2): 176-180
- Prodromo della Flora Cirenaica, 1931
- 1912. Per la protezione di monumenti naturali in Italia. Bulletino della Società Botanica Italiana. Florencia. p. 3-36
- 1911. Per la protezione della flora italiana : relazione presentata alla riunione generale della Società botanica italiana in Roma (12-16 ottobre 1911). Florencia : Stabilimento Pellas
- 1903a. Essai sur la géographie botanique des Alpes et en particulier des Alpes sud-orientales. Friburgo : Fragnière
- 1903b. Erborizzazioni primaverili ed estive nel Veneto. Nuovo giornale botanico italiano (Nuova serie). Florencia. 10 ( 4)
- Chodat, RH; R Pampanini. 1902. Sur la distribution des plantes des alpes austro-orientales et plus particulièrement d'un choix de plantes des alpes cadoriques et vénitiennes. Le Globe. Ginebra. T. 41

### Libros
- 1903. Essai sur la géographie botanique des Alpes et en particulier des Alpes sud-orientales, thèse. Ed. Impr. de Fragnière frères. 216 pp.
- 1914. La flora del Caracorùm. Ed. N. Zanichelli. 290 pp.

## Honores

### Epónimos
- (Asteraceae) Artemisia pampaninii Kitam. ex Vacc.[1]
- (Caprifoliaceae) Lonicera pampaninii H.Lév. & Hand.-Mazz.[2]
- (Crassulaceae) Sedum pampaninii Raym.-Hamet[3]
- (Iridaceae) Belamcanda pampaninii H.Lév.[4]
- (Lamiaceae) Amaracus pampaninii Brullo & Furnari[5]
- (Lamiaceae) Origanum pampaninii (Brullo & Furnari) Ietsw.[6]
- (Liliaceae) Gagea pampaninii A.Terracc.[7]
- (Rosaceae) Rubus × pampaninii Hruby[8]
- (Scrophulariaceae) Alectorolophus pampaninii Wilczek & Stern[9]
- (Scrophulariaceae) Rhinanthus pampaninii Chab.[10]
- (Solanaceae) Solanum pampaninii Chiov.[11]
- (Thymelaeaceae) Daphne pampaninii (Rehder) Halda[12]

- La abreviatura «Pamp.» se emplea para indicar a Renato Pampanini como autoridad en la descripción y clasificación científica de los vegetales.[13]